# 路易·阿尔都塞
路易·皮埃尔·阿尔都塞（法語：Louis Pierre Althusser，1918年10月16日—1990年10月22日），法国新马克思主义哲学家、结构马克思主义流派奠基人。他于1948年加入法国共产党，长期任教于巴黎高等师范学院。阿尔都塞是西方马克思主义流派最具影响力的代表人物之一，他的思想融合了马克思主义传统、欧陆哲学以及社会科学诸派。
阿尔都塞的学术声望在1960至1970年代随着其代表作《保卫马克思》和《读〈资本论〉》的问世而达到顶峰。在1960年代初法国新马克思主义思潮兴起的大背景下，阿尔都塞借鉴法国的科学认识论传统、结构主义、斯宾诺莎哲学以及精神分析理论，提出了对马克思著作的新解读。他提出的一系列观点，如「理论上的反人道主义」、「认识论断裂」、「历史无主体论」、「过度决定论」以及「理论实践」等，曾在全球范围内引发广泛讨论。他的意识形态理论以「质询」与「主体化」为核心概念，至今仍是现代政治哲学乃至社会科学及人文学科中最为知名且影响深远的意识形态理论之一。在此期间，阿尔都塞是法国共产党的主要理论家之一，积极参与社会政治论战，并声援中国的文化大革命。他经常对自己的早期观点进行修正，晚年更趋向于后结构主义思想流派。
阿尔都塞的一生充满悲剧色彩。他出生于法属殖民地阿尔及利亚的一个法国殖民者家庭，在第二次世界大战期间被纳粹德军俘虏，在战俘营中度过了五年时光。成年后，他长期饱受精神疾病的折磨，逐步发展为慢性抑郁症。1980年，在一次严重的躁郁症发作期间，他亲手扼死了自己的妻子，此后被强制送往精神病院隔离居住。随着80年代马克思主义与国际共运在全球范围陷入低潮，阿尔都塞的思想也逐渐被边缘化。他本人饱受社会舆论的指责与攻击，在孤苦中度过余生。1990年病逝于拉韦里耶尔一所疗养院，享年72岁。
阿尔都塞在夙负盛名的巴黎高等师范学院任教三十余年。他培养的许多学生，包括米歇尔·福柯、皮埃尔·布迪厄和雅克·德里达，日后都成为各自领域举足轻重的人物。阿尔都塞对当代社会思潮产生了深远影响，在英国、美国、意大利以及拉丁美洲都拥有众多追随者。自1990年代起，随着大量遗稿、信件以及其自传的陆续出版，阿尔都塞及其思想重新回到人们的视野中。随着相关研究的展开，过往的诸多评价都被重新审视。

## 生平

### 早年经历
1918年10月16日，阿尔都塞出生于法属阿尔及利亚阿尔及尔比曼德利郊区的一个天主教小资产阶级家庭。父亲夏尔-约瑟夫·阿尔都塞是一名法国军官，后来成为银行职员，被派往比曼德利。母亲吕西安-玛尔塔·贝尔热是一位虔诚的天主教徒，担任学校教师。阿尔都塞一家祖籍阿尔萨斯，随父亲工作而徙居阿尔及尔。根据阿尔都塞本人回忆，他在阿尔及利亚的童年生活是幸福而安稳的。学者马丁·杰伊指出，阿尔都塞同时代稍早的阿尔贝·加缪与稍后的雅克·德里达一样，都是「北非法国殖民文化的产物」。
1930年，父亲被任命分管阿尔及利亚银行马赛分行，阿尔都塞一家随之迁居马赛，1936年又迁至里昂。阿尔都塞先后在阿尔及利亚和马赛的学校就读，之后进入里昂公园中学，这是法国排名最前的省级中学之一。求学期间，出身保守家庭的阿尔都塞深受天主教教师、哲学家与历史学家的影响。他于1937年加入「天主教青年联合会」（Jeunesse étudiantes chrétiennes）。阿尔都塞的授课老师中，有天主教哲学家让·古彤、让·拉苦劳瓦和约瑟夫·乌尔斯。古彤后来回忆称，年轻的阿尔都塞在1938年曾有志成为一名特拉普会修士。一些研究者认为，阿尔都塞早年的天主教经历影响了他之后理解马克思主义的方式。

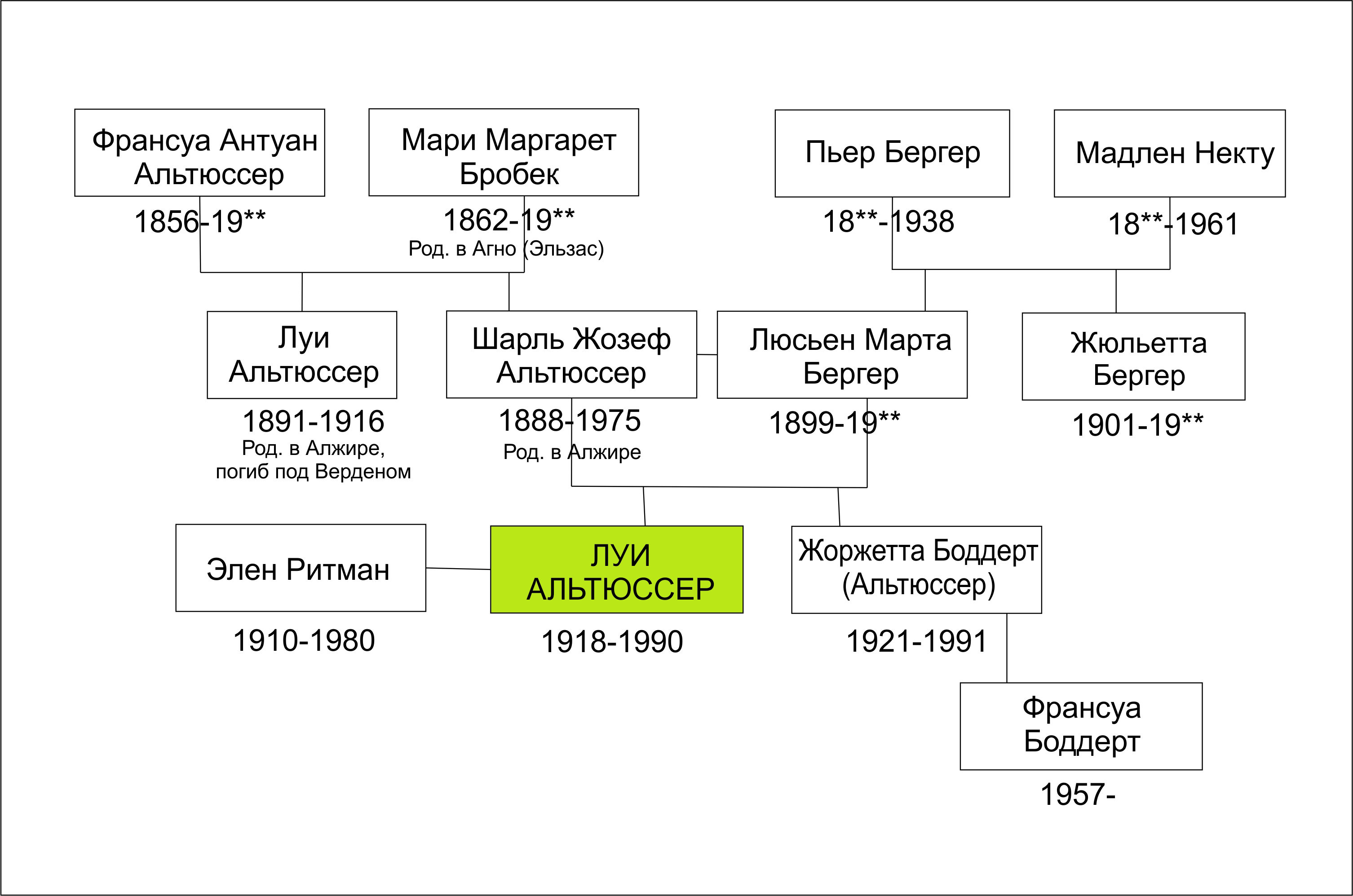
阿尔都塞家谱

在里昂求学期间，阿尔都塞完成了为期两年的文科预科课程，为报考法国大学校做准备。1939年7月，他成功通过了巴黎高等师范学院（法語：École normale supérieure，简称ENS）的入学考试。但在学年正式开始之前，由于二战的缘故，他被征召入伍，驻守布列塔尼。次年6月，于瓦讷市被德军俘虏，随后被送往德国北部石勒苏益格-荷尔斯泰因的一座战俘集中营，在那里度过了五年的战争岁月。阿尔都塞起初被派去从事苦役，但因身体不堪重负而病倒，之后被调至战俘营医务室担任勤务兵。在其自传中，阿尔都塞详细描述了集中营里人们团结互助、共同劳动、共同生活的经历，这一契机使得他开始萌生出对共产主义的认同。阿尔都塞回忆道：
我第一次听说马克思主义是在战俘营里——一次转送途中，一位来自巴黎的律师和我谈及这件事。他成为了我遇到的第一个共产主义者。
1945年重返巴黎高等師範學院，在哲學家加斯东·巴舍拉指導下研究哲學。1946年遇到了共产主义社会活动家与抵抗运动成员海伦·埃莱娜（Hélène Rytmann），从此开始了他们长达几十年的恋爱关系；阿尔都塞承认期间曾多次与其他女性有染，他在自我剖析中，将自己在这段充满创伤的关系中的各种挣扎与行为，追溯至其早年经历的性压抑及与母亲相关的复杂情结，同时表示自己始终深爱着她。1948年獲哲學任教资格证，留校從教，並于同年终于加入法國共產黨，他一生从未退党，但常与此党党员发生冲突。从六十年代初开始，他恢复了与马克思主义相关文章的出版，并在此阶段发布了多部重要作品，带来广泛关注与影响力。1962年升為导师。面对1968年的五月风暴，他对此看法复杂，并主要持批判态度，认为其缺乏理论基础，并由于当时正因为抑郁住院，所以本人并未直接参与，但他的许多学生都有积极参与。1975年通過答辯，又被皮卡第儒勒-凡尔纳大学授予国家博士学位（Doctorat ès lettres），并终于與埃莱娜结婚。
1980年随着精神状况进一步恶化，阿尔都塞在居住的教师宿舍中扼死了其妻子埃莱娜，他声称当时以为正在按摩，意识到死亡后便疯狂地跑出房间呼救。经过专家评估，法院最终裁定因他处于精神失常状态所以不予起诉，并被强制关进精神病院三年退休療養。此事引起圈内人士和大众的震惊，包括著名学者杀妻本身和一部分对判决结果的争议；而此后虽然他也有创作，但影响力已经开始逐渐减弱，且创作数量骤减。1984年至1986年，他住在巴黎北部的一处公寓里，1985年创作自传《来日方长》，于1992年由侄子出版。1987年阿尔都塞因食道阻塞接受紧急手术，并出现了新的抑郁症状，再次进入诊所和精神病院。1990年因心脏病发作去世。

## 思想
阿尔都塞長期在大學執教，但在政治思想戰線上積極參與現實鬥爭。50年代中後期，圍繞馬克思主義同人道主義和黑格爾哲學的關係問題，他同新左派展開了激烈論戰。發表的主要著作有《孟德斯鳩、盧梭、馬克思：政治和歷史》、《保衛馬克思》、《讀〈資本論〉》、《列寧與哲學》、《自我批評》等。
在批判把馬克思主義人道化、黑格爾化的思潮中，他以“反對資產階級意識形態威脅的正統捍衛者”姿態出現，在黨內外贏得了頗高聲譽。在他看來，馬克思從黑格爾那裏吸取的不是辯證法和異化概念，而是“無主體過程”的哲學範疇。馬克思主義是在在費爾巴哈抽象的“人”、“人道主義”決裂中產生的，嚴格地說，它是“理論反人道主義”。歷史唯物主義作為科學的歷史理論是社會科學中發現的“新大陸”，而作為哲學的辯證唯物主義卻以“實踐狀態”仍包含在《資本論》等著作中，還有待於從理論上系統闡述。他按照“症状閱讀法（Symptomatic Reading）”，把《資本論》作為認識物件，進行了深入研究，企圖把馬克思主義哲學從中抽取出來。所以，他把辯證唯物主義哲學定義為“理論實踐的理論”。實際上，他是運用“多元決定”、“結構因果性”等概念所體現的后结构主义原則，對社會形態、生產力與生產關係、經濟基礎與上層建築的關係作了新的解釋。認為社會是由經濟、政治和意識形態等因素按一定結構方式構成的複雜統一體，歷史發展不是按“人的本質的異化”和“揚棄異化”的人道主義方式進行，而是由多種因素相互作用構成的“無主體過程”。
阿尔都塞認為意識形態是「雙鏡反射的結構體」，每一個行動主體（subject）與意識形態國家機器彷彿穿衣鏡般互相照射的作用，必須先「唤问/质询」（interpellation）社會中的每一個成員成為「主體」。

## 著作

### 原著
- 《孟德斯鸠：政治与历史》（1959年）*
- 《保卫马克思》（1965年）*
- 《读〈资本论〉》（与艾蒂安·巴里巴尔、雅克·朗西埃、皮埃尔·马舍莱、罗杰·埃斯塔布雷合著）（1965年）*
- 《列宁与哲学》（1969年）*
- 《自我批评文集》（1974年）*
- 《来日方长》（1992年）*
- 《战俘日记》（1992年）*
- 《精神分析论集：弗洛伊德和拉康》（1993年）
- 《论哲学》（1994年）
- 《哲学与政治文集》第一卷（1994年）
- 《哲学与政治文集》第二卷（1995年）
- 《论再生产》（1970年；1995年出版）*
- 《精神分析和人文科学》（1996年）
- 《至弗兰卡的信》（1998年）
- 《政治与历史：从马基雅维利到马克思》(2006年)
- 《思想阿尔都塞》（2006年）
- 《论社会契约》（2008年）
- 《马基雅维利和我们》（2009年）
- 《至埃莱娜的信》（2011年）
- 《卢梭讲稿》（2012年）
- 《写给非哲学家的哲学入门》（2014年）
- 《无尽的焦虑之梦》（2015年）
- 《在哲学中成为马克思主义者》（1976年；2015年出版）
- 《黑母牛：想象的访谈（二十二大的缺憾）》（2016年）
- 《怎么办？》（1978年；2018年出版）*
- 《历史论集》（2018年）
- 《阿尔都塞塞夫通信集》（2018年）
- 《意识形态社会主义和科学社会主义》（2022年）

加*者为已存在的中文出版物。

### 引用
1. ↑  Vinciguerra, Lorenzo (2009), 'Spinoza in French Philosophy Today,'. Philosophy Today 53(4): 422–437
2. ↑  Duffy, Simon B. (2014), 'French and Italian Spinozism,'. In: Rosi Braidotti (ed.), After Poststructuralism: Transitions and Transformations. (London: Routledge, 2014), pp. 148–168
3. ↑  Peden, Knox: Reason without Limits: Spinozism as Anti-Phenomenology in Twentieth-Century French Thought. (Ph.D. thesis, University of California, Berkeley, 2009)
4. ↑  Peden, Knox: Spinoza Contra Phenomenology: French Rationalism from Cavaillès to Deleuze. (Stanford University Press, 2014) ISBN 9780804791342
5. ↑  Diefenbach, Katja. . RadicalPhilosophy.com. September 2016  [20 June 2019]. （原始内容存档于2019-05-15）.
6. ↑  Dunn, Hopeton S. . Critical Arts. 2014, 28 (4): 758. ISSN 1992-6049. S2CID 144415843. doi:10.1080/02560046.2014.929228.
7. ↑  Theory in Social and Cultural Anthropology: An Encyclopedia（2013年），第7页
8. 1 2  Jay（1984年），第391页
9. 1 2
10. ↑  Lewis（2014年）
11. ↑  Roudinesco（2008年），第110页
12. ↑  Schrift（2006年），第86页
13. ↑  Балибар（2006年）
14. ↑  Ferretter（2006年），第2—3页
15. ↑  Roudinesco（2008年），第106页